# Kathleen Lonsdale
Kathleen Lonsdale, född Kathleen Yardley 28 januari 1903 i Newbridge i Irland, död 1 april 1971 i London i Storbritannien, var en irländskfödd brittisk pacifist, fängelsereformator och kristallograf. Hon visade 1929 att bensenringen är platt genom att använda röntgendiffraktionsmetoder för att belysa strukturen av hexametylbensen. Hon var den första som använde Fourier-spektralmetoder när man löste strukturen av hexaklorbensen år 1931. Under sin karriär uppnådde hon flera förstudier för kvinnliga forskare, bland annat att vara en av de två första kvinnorna som valdes till Royal Society (FRS) 1945 (tillsammans med Marjory Stephenson), första kvinnliga professor vid University College London, första kvinnliga ordföranden för den internationella kristallografiska unionen, och första kvinnliga ordföranden för British Association for the Advancement of Science.

## Uppväxt och utbildning
Kathleen Lonsdale föddes som Kathleen Yardley i Newbridge i Kildare i Irland. Hon var det tionde barnet till Harry Yardley (stadens postmästare) och Jessie Cameron. Hennes familj flyttade till Seven Kings i Essex i England när hon var fem år gammal. Hon studerade vid Woodford County High School for Girls, och sedan vid Ilford County High School for Boys för att studera matematik och vetenskap, eftersom flickornas skola inte erbjöd dessa ämnen. Hon avlade sin kandidatexamen vid Bedford College for Women 1922, i fysik med en masterexamen från University College London 1924.

## Karriär och forskning
År 1924 gick hon med i kristallografiforskningsgruppen under ledning av William Henry Bragg vid Royal Institution. Från 1929 till 1934 bildade hon familj och stannade i stort sett hemma medan hon fortsatte sitt arbete med att beräkna strukturfaktorer.
1934 återvände Lonsdale till arbetet med Bragg vid Royal Institution som forskare. Hon avlade sin doktorsexamen vid University College London 1936 samtidigt vid Royal Institution. Förutom att upptäcka strukturen av bensen och hexaklorbensen, arbetade Lonsdale på syntesen av diamanter. Hon var en pionjär i användningen av röntgenstrålar för att studera kristaller. Lonsdale var en av de två första kvinnorna som valdes till Fellow of the Royal Society (FRS) år 1945 (den andra var biokemisten Marjory Stephenson).
År 1949 utnämndes Lonsdale professor i kemi och chef för avdelningen för kristallografi vid University College London. Hon var den första kvinnliga professorn vid den högskolan, en position hon höll fram till 1968 när hon utnämndes professor emeritus.

### Valda publikationer
- Simplified Structure Factor and Electron Density Formulae for the 230 Space Groups of Mathematical Crystallography, G. Bell & Sons, London, 1936.
- "Divergent Beam X-ray Photography of Crystals," Philosophical Transactions of the Royal Society 240A: 219 (1947).
- Crystals and X-Rays, G. Bell & Sons, London, 1948.
- Quakers Visit Russia, 1952.
- Removing the Causes of War, 1953.
- Is peace possible? (1957)
- Forth in Thy Name: The Life and Work of Godfrey Mowatt (1959)[15]

## Utmärkelser
- 1956 blev hon Dame Commander of Order of British Empire.[16]
- 1966 valdes hon som den första kvinnliga ordföranden för den internationella kristallografiska unionen.[16]
- 1967, aktiv för att uppmuntra unga att studera vetenskap, blev hon vald som första kvinnliga ordförande i British Association for the Advancement of Science.[6]
- Det finns byggnader med hennes namn vid University College London, vid University of Limerick,[17] och vid Dublin City University.[18]
- 1969 avlade hon en högskoleexamen (doktorsexamen) vid University of Bath.[19]
- Lonsdaleit, en allotrop av kol, namngavs till hennes ära. Det är en sällsynt hårdare form av diamant som finns i meteoriter.[20][21]

## Privatliv
Efter att ha påbörjat sin forskningskarriär gifte sig Yardley 1927 med Thomas Jackson Lonsdale. De fick tre barn: Jane, Nancy och Stephen. Stephen blev läkare och arbetade i flera år i Nyasaland (nu Malawi).[källa behövs]

### Pacifism
Även om hon hade växt upp i baptistsamfundet som barn blev Kathleen Lonsdale kväkare 1935, samtidigt med sin man. Båda var redan engagerade pacifister och lockades till rörelsen av denna anledning. Hon var en sponsor för fredsbevarande unionen.

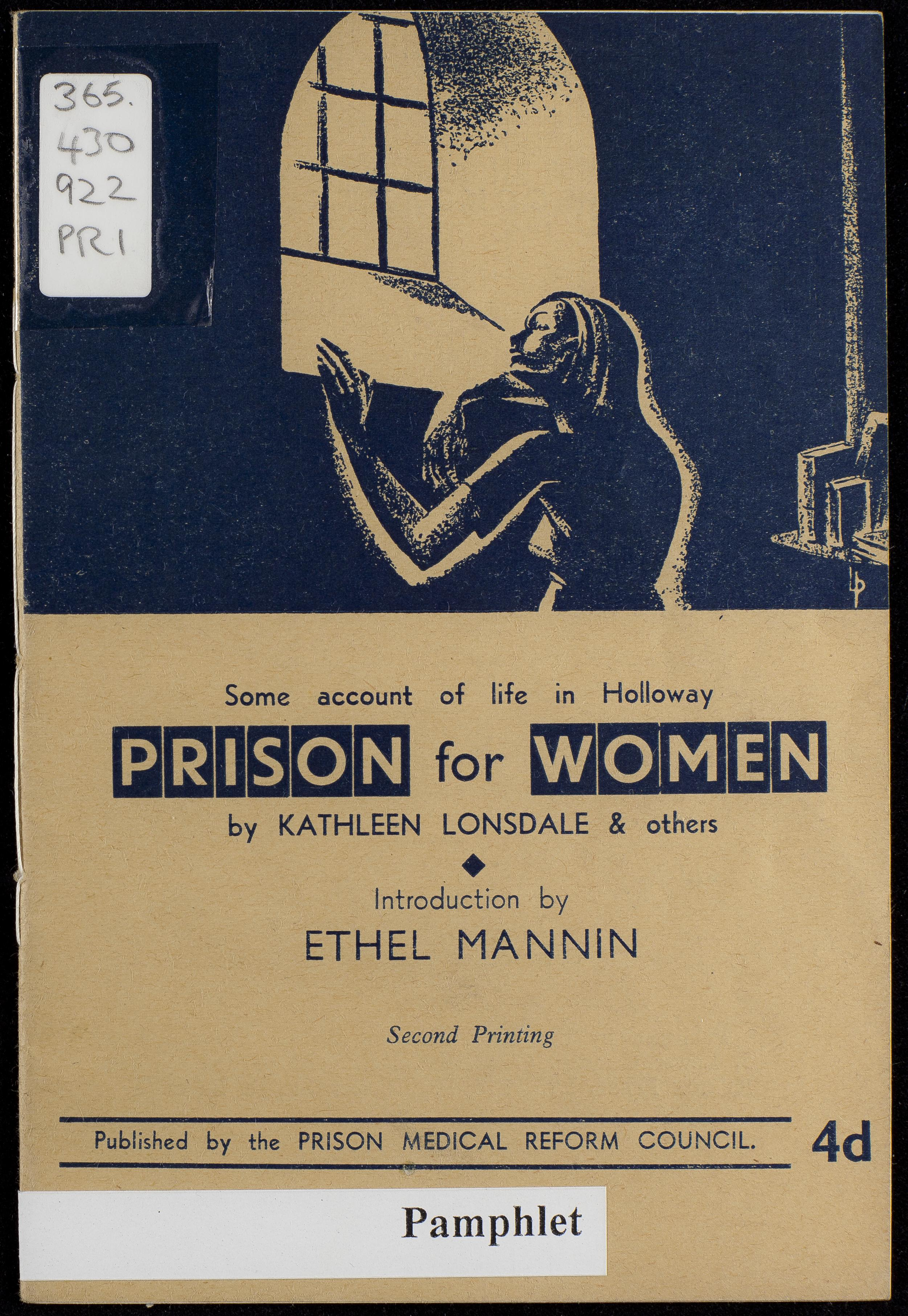
Pamflett skriven av Kathleen Lonsdale om fängelsereformen 1943.

Kathleen Lonsdale avtjänade en månad i Holloway-fängelset under andra världskriget för att hon vägrade att registrera sig för civilförsvarsuppgifter eller att betala böter för att vägra att registrera sig. Under denna tid blev hon varse en rad problem som till sist skulle leda till att Lonsdale blev fängelsreformaktivist och hon gick med i Howard League för straffreform.
"What I was not prepared for was the general insanity of an administrative system in which lip service is paid to the idea of segregation and the ideal of reform, when in practice the opportunities for contamination and infection are innumerable, and those responsible for re-education practically nil"
 År 1953 höll hon tal vid British Quakers årsmöte Swarthmore-föreläsningen med titeln Removing the Causes of War. Som en självidentifierad kristen pacifist skrev hon om fredlig dialog och utsågs till den första sekreteraren av Churches' Council of Healing av ärkebiskopen av Canterbury William Temple.

### Död
Kathleen Lonsdale dog den 1 april 1971, 68 år gammal, av cancer.